# Walikota Surabaya Cup 2016
Der Walikota Surabaya Cup 2016 im Badminton fand vom 9. bis zum 15. Mai 2016 in Surabaya statt.

## Sieger und Platzierte
| Disziplin    | Gold                                    | Silber                                       | Bronze                                       |
| ------------ | --------------------------------------- | -------------------------------------------- | -------------------------------------------- |
| Herreneinzel | Giap Chin Goh                           | Krishna Adi Nugraha                          | Ryotaro Maruo                                |
| Herreneinzel | Giap Chin Goh                           | Krishna Adi Nugraha                          | Wisnu Yuli Prasetyo                          |
| Dameneinzel  | Moe Araki                               | Siahaya Priskila                             | Chiew Sien Lim                               |
| Dameneinzel  | Moe Araki                               | Siahaya Priskila                             | Shuo Yun Sung                                |
| Herrendoppel | Fajar Alfian Muhammad Rian Ardianto     | Yoshiki Tsukamoto Shunsuke Yamamura          | Ramadiansyah Andika Rinov Rivaldy            |
| Herrendoppel | Fajar Alfian Muhammad Rian Ardianto     | Yoshiki Tsukamoto Shunsuke Yamamura          | Hermansyah Senatria Agus Setia Putra         |
| Damendoppel  | Apriyani Rahayu Jauza Fadhila Sugiarto  | Dian Fitriani Nadya Melati                   | Suci Rizky Andini Yulfira Barkah             |
| Damendoppel  | Apriyani Rahayu Jauza Fadhila Sugiarto  | Dian Fitriani Nadya Melati                   | Tania Oktaviani Kusumah Vania Arianti Sukoco |
| Mixed        | Agripina Prima Rahmanto Apriyani Rahayu | Yantoni Edy Saputra Marsheilla Gischa Islami | Irfan Fadhilah Weni Anggraini                |
| Mixed        | Agripina Prima Rahmanto Apriyani Rahayu | Yantoni Edy Saputra Marsheilla Gischa Islami | Fernando Kurniawan Dian Fitriani             |